# حيدر أباد (مشكين شهر)
حيدر أباد هي قرية في مقاطعة مشكين شهر، إيران. عدد سكان هذه القرية هو 208 في سنة 2006.